# Tétracène
Le tétracène, également appelé naphtacène, est un composé chimique de formule C18H12. Cet hydrocarbure aromatique polycyclique (HAP) est constitué de quatre noyaux benzéniques fusionnés linéairement. Il se présente comme une poudre orange pâle. C'est un semiconducteur organique de type p (donneur d'électrons) permettant de réaliser des transistors à effet de champ organiques et des diodes électroluminescentes organiques. Le tétracène peut également être utilisé comme milieu amplificateur dans les lasers à pigments et comme sensibilisateur en chimiluminescence.